# 佩勒姆 (麻薩諸塞州)
佩勒姆（英語：Pelham）是一個位於美國麻薩諸塞州漢普夏縣的鎮。

## 人口
根據2020年美國人口普查的數據，佩勒姆的面積為68.60平方千米，當中陸地面積為64.90平方千米，而水域面積為3.70平方千米。當地共有人口1280人，而人口密度為每平方千米19人。